# 奥只見丸山スキー場

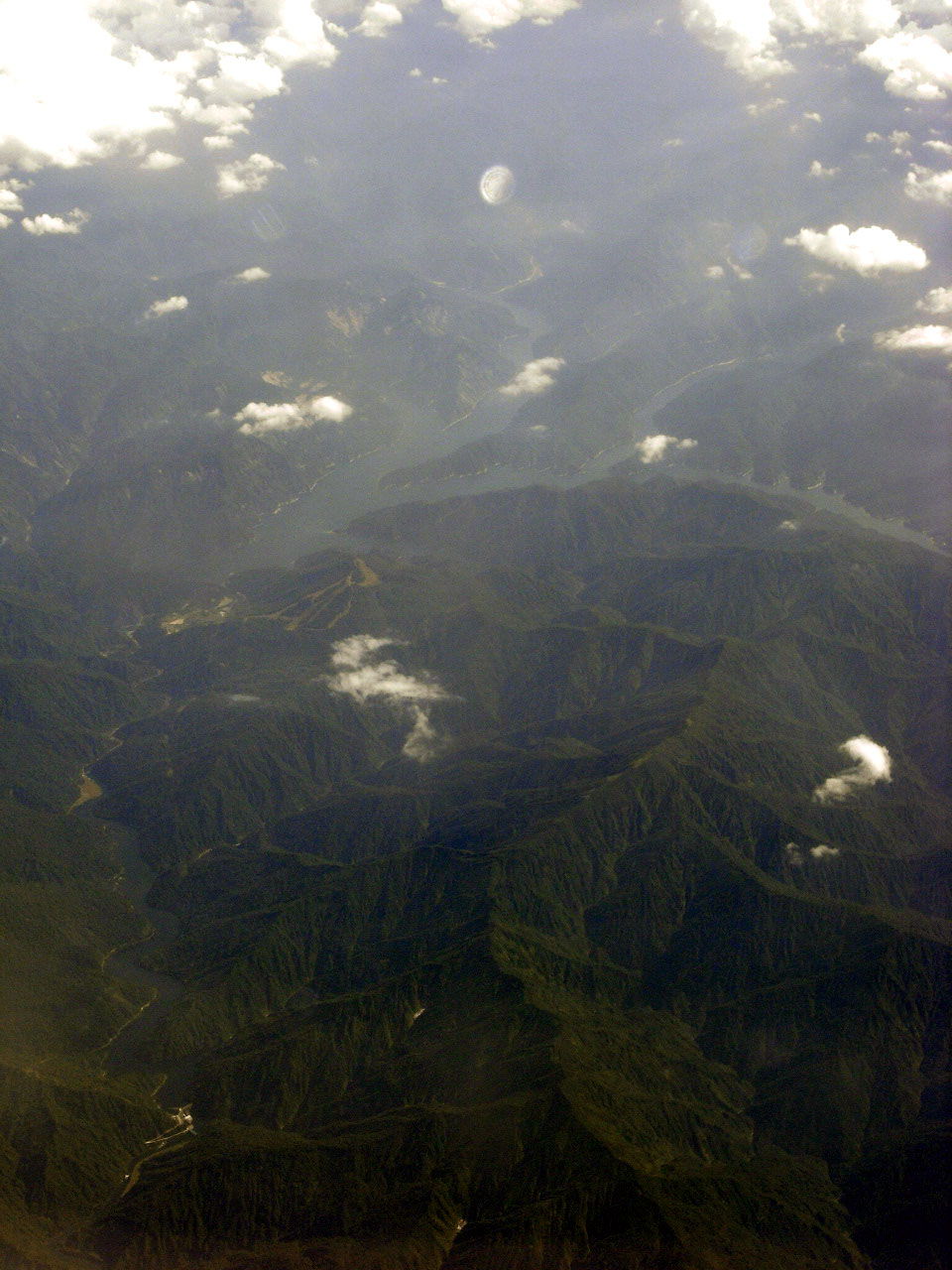
奥只見丸山スキー場と上流より奥只見湖、大鳥ダム湖。

奥只見丸山スキー場（おくただみまるやまスキーじょう）は、新潟県魚沼市湯之谷芋川にあるスキー場。春スキーのメッカといわれる。

## 概要
新潟・福島県境にほど近い奥只見ダム湖畔に位置する。
豪雪地にあるため、スキー場までの唯一のアクセスである奥只見シルバーラインが厳冬期は閉鎖してしまう。
そのため普通のスキー場と異なり、1月中旬から3月中旬までクローズする（閉鎖期間は積雪の多寡により若干前後することがある。2005年度は積雪量が多かったため12月中旬から閉鎖された）。

ブナ平ゲレンデの林間コースはクロスカントリースキーにも利用できる。
日本のスキー場で唯一、エンジンを動力とするリフトが架設されている(現在では3基あるリフトは全て電気を動力としている)。

## アクセス
公共交通
- 土日祝を中心とした特定日のみ、JR浦佐駅東口からJR小出駅・湯之谷温泉郷を経由して無料シャトルバスが運行される[1]。

車
- 関越自動車道 魚沼ICから約33 km

## 周辺
- 奥只見ダム
  - 奥只見電力館
  - 遊覧船乗り場